# Ostrovany
Ostrovany – wieś (obec) w powiecie Sabinov w kraju preszowskim na Słowacji. W 2011 roku liczyła 1803 osoby, z czego większość (977 osób – 54,2%) była narodowości romskiej.
Pierwsze wzmianki o miejscowości pochodzą z 1248 roku. Od 1399 roku wieś była ośrodkiem majątku ziemskiego. W połowie XVIII wieku powstał tu pałac w stylu rokokowym (nie zachował się) otoczony parkiem. We wsi znajduje się kościół katolicki pw. św. św. Kosmy i Damiana, pobudowany pierwotnie w stylu romańskim, wielokrotnie przebudowywany.
6 września 1939 roku nad wsią został zestrzelony polski samolot. W latach 1954–1959 we wsi funkcjonował klub sportowy Sokol.
Z uwagi na konflikty na tle narodowościowym między mniejszością słowacką i większością romską i liczne kradzieże słowaccy mieszkańcy odgrodzili się od dzielnicy romskiej betonowym murem o trzymetrowej wysokości. Jest to pierwszy taki przypadek na Słowacji – kilka lat wcześniej w innej miejscowości planowano podobne przedsięwzięcie, ale wycofano się z tego pomysłu.